# Gurdzjaani (distrikt)
Gurdzjaani (georgiska: გურჯაანის მუნიციპალიტეტი, Gurjaanis munitsipaliteti) är ett distrikt i Georgien. Det ligger i regionen Kachetien, i den östra delen av landet. Antalet invånare var 54 337 år 2014. Arean är 846 kvadratkilometer.